# Rodney MacDonald

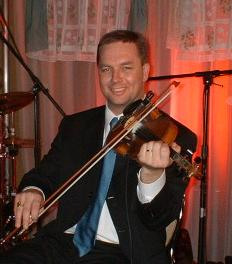
Rodney MacDonald

Rodney Joseph MacDonald (* 2. Januar 1972 in Inverness, Nova Scotia) ist ein kanadischer Politiker. Vom 24. Februar 2006 bis zum 19. Juni 2009 war er Premierminister der Provinz Nova Scotia.

## Biografie
MacDonald studierte an der St. Francis Xavier University und erhielt den Bachelor of Science in Sport. Nebenbei arbeitete an einer Karriere als professioneller Musiker. MacDonald lehrte an der Mi'kmawey school in Chapel Island, Nova Scotia.
MacDonald ist ein überregional bekannter Folk-Musiker, der schon einige Tourneen in den atlantischen Provinzen Kanadas, in Zentralkanada und in den Neuengland-Staaten Amerikas hatte. 1998 erhielt er zwei Nominierungen für die East Coast Music Awards und war Vizepräsident von GlennRod Music Incorporated.
Seit den Wahlen 1999 ist MacDonald Mitglied des Abgeordnetenhauses von Nova Scotia, wo er den Wahlbezirk Inverness im Westen der Kap-Breton-Insel repräsentiert. Bei den Wahlen 2003 wurde er wiedergewählt und stand anschließend mehreren Ministerien vor (Minister für Tourismus, Kultur und kulturelles Erbe, Minister für Gesundheit und Minister für Einwanderung).
Im Jahr 2005, nach der Bekanntgabe des damaligen Premierministers John Hamm, in den Ruhestand zu treten, kandidierte MacDonald um den Parteivorsitz der Progressive Conservative Association of Nova Scotia. Am 11. Februar 2006 wurde er im zweiten Wahlgang zu Hamms Nachfolger gewählt und am 24. Februar als 26. Premierminister Nova Scotias vereidigt. MacDonald ist der zweitjüngste Premierminister dieser Provinz und war zu diesem Zeitpunkt der jüngste Regierungschef Kanadas.
Bei den Provinzwahlen am 13. Juni 2006 büßte Macdonalds Partei zwar einige Sitze ein, blieb aber stärkste Kraft, so dass er die Minderheitsregierung fortsetzen konnte. Am 4. Mai 2009 verlor die Regierung ein Misstrauensvotum, woraufhin Vizegouverneurin Mayann Francis das Parlament auflöste und vorgezogene Neuwahlen ansetzte. Zwar konnte Macdonald am 9. Juni 2009 seinen Sitz in Inverness behaupten, die Progressiv-Konservativen fielen jedoch auf den dritten Platz zurück. Macdonalds Nachfolger Darrell Dexter von der Nova Scotia New Democratic Party übernahm das Amt am 19. Juni 2009.